# Katarinaklostret

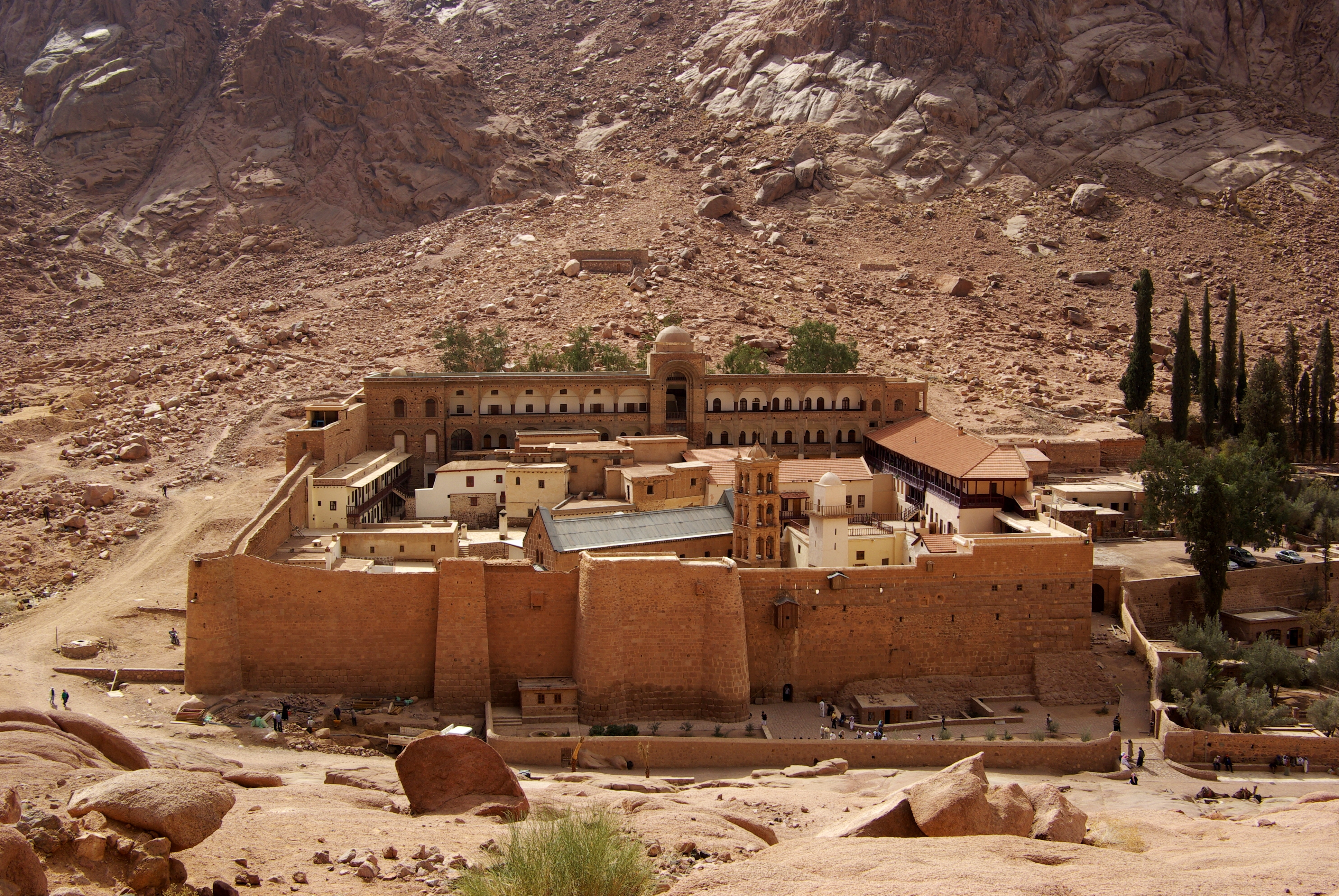
Katarinaklostret. Foto från 2010.

Katarinaklostret är ett ortodoxt munkkloster vid foten av berget Sinai i guvernementet Södra Sinai (Sina al-Janubiyya) i Egypten, och är uppkallat efter den heliga Katarina av Alexandria. Det anses vara kristenhetens äldsta kloster, som sedan det grundats varit aktivt på samma plats nästan utan avbrott. Klostret utgör enligt en vanlig bedömning egen autokefal ortodox kyrka. Dess abboten bär även titeln ärkebiskop och vigs oftast av den ortodoxe patriarken av Jerusalem. Bergsområdet är heligt för de tre världsreligionerna: kristendom, islam och judendom. Sedan 2002 räknas klostret tillsammans med omgivningarna som ett av Unescos världsarv.
Enligt sägnen grundades klostret år 337 av kejsarinnan Helena, gift med Constantius I Chlorus och Konstantin den stores mor. Den nuvarande klosterbyggnaden stod färdig åt 565, uppförd på kejsar Justinianus I order, på den plats där enligt legenden den brinnande busken från vilken Gud talade till Mose stått. 

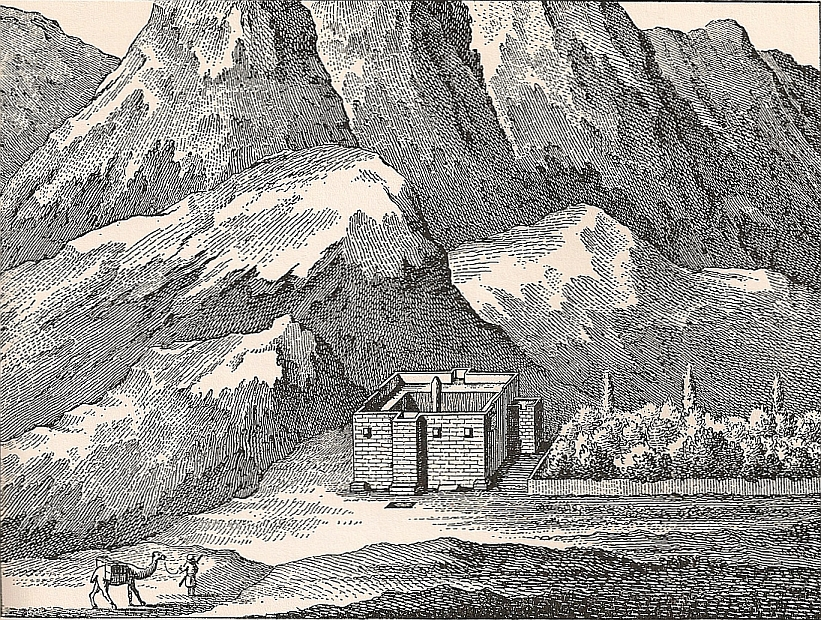
Katarinaklostret.
Teckning av Carsten Niebuhr 1762.

Klostret kom inte att bära den heliga Katarinas namn förrän några århundraden efter grundandet. Enligt legenden dödades den heliga Katarina i Alexandria under de förföljelser mot de kristna som igångsatts av kejsar Maximianus. Det berättas att hon just skulle till att rådbråkas när hjulet självt på ett förunderligt sätt bräcktes. Hon halshöggs senare och i dödsögonblicket bad hon, att hennes kropp aldrig måtte bli funnen. Som svar på hennes bön förde änglar henne till berget Sinai. Flera århundraden senare fann egyptiska kristna kvarlevorna av en kropp på en bergssluttning sydväst om Moses berg som Moses enligt legenden besteg för att motta de tio budorden. De förde dem till klostret där man omedelbart förklarade att det var den Heliga Katarinas stoft. Sedan dess har det vördats av munkarna som sådant. Hennes kranium och ena hand, som är täckt med dyrbara ädelstensbesatta ringar, visas vid särskilda tillfällen i två små silveraskar.

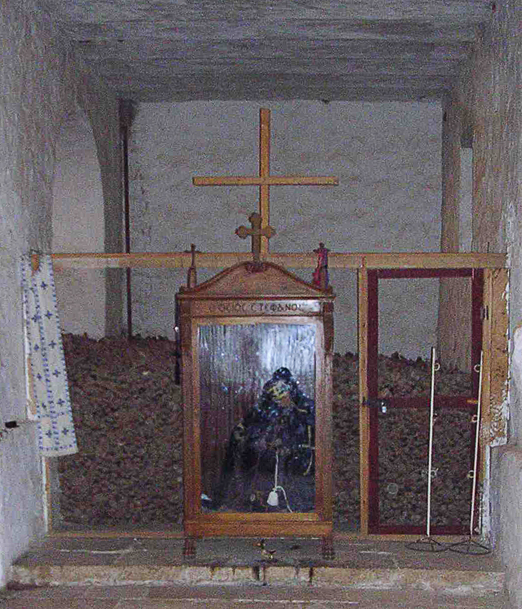
Den helige Stefanus framför Katarinaklostrets benrum.

Eftersom munkarnas begravningsplats bara rymmer sex kroppar, måste när ett nytt dödsfall inträffar någon av de tidigare begravna grävas upp. Benen förs till benrummet, ossuariet, där kranierna läggs i en hög för sig och de återstående skelettdelarna staplas på varandra. Kvarlevorna av ärkebiskopar och andra höga dignitärer förvaras i små träskrin eller i väggnischer. Det mest berömda skelettet är den helige Stefanus, ett lokalt helgon som under sin livstid bevakade vägen som ledde uppför berget. Som döende önskade han att för alltid få vakta sitt älskade kloster. Sedan 580 sitter helgonet, klädd i kaftan och purpurröd hätta, med radband och stav och bevakar ingången till de dödas hus.
Klostrets murar är femton meter höga och för att komma in i klostret hissades förr de besökande upp till ingången, en luftfärd på cirka nio meter i något som liknade en stor spann. Numera ligger entrén i markhöjd med en gård innanför. Intill gården finns trädgårdar med fruktträd, oliver, vinrankor och grönsaksprodukter.

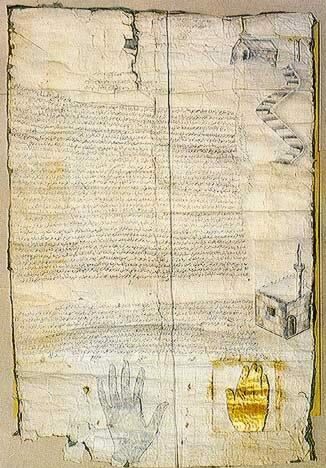
Fredsavtalet mellan Muhammed och de kristna munkarna i Katarinaklostret i Sinai är ett dokument som visar att han beviljade skydd och andra privilegier till klostrets munkar. Det är undertecknat med ett avtryck som representerar Muhammeds hand.

Legenden berättar, att profeten Muhammed besökte Katarinaklostret före den arabiska erövringen av Egypten år 640. Ett medeltida dokument finns bevarat som sägs visa att han träffade en överenskommelse med de kristna munkarna, varigenom deras liv och egendom tryggades under muslimskt herravälde. Då profeten sägs att inte ha kunnat läsa eller skriva så gav han istället sitt handavtryck som signatur på dokumentet. Det finns till och med en moské bredvid basilikan innanför själva klostermurarna. En gammalarabisk inskription på predikstolen visar att den uppfördes under Al Amrs kalifat 1103.
Under seklernas gång har tusentals pilgrimer gjort den svåra och farofyllda färden till klostret, där de lämnat efter sig oräkneliga inskriptioner på arabiska, grekiska, latin och ryska. Spår av korsfararna syns på alla sidor där de täckte stora delar av stenmurarna med sina vapen och symboler. 
Bland klostrets välgörare har det under århundradenas lopp funnits många kejsare, kungar och påvar. Påven Gregorius I (592-604) var en av dem som tidigt understödde det. Karl VI av Frankrike sände en kalk år 1411 och andra franska, tyska och spanska härskare gav bidrag och gåvor till klostret. Även Spaniens drottning Isabella I, gav klostret sitt stöd. Klostret var fullkomligt beroende av understöd från tsaren av Ryssland under 1600-, 1700- och 1800-talen. Napoleon I lät reparera murarna på några ställen vid sin egyptiska expedition 1798.

## Historiska skatter

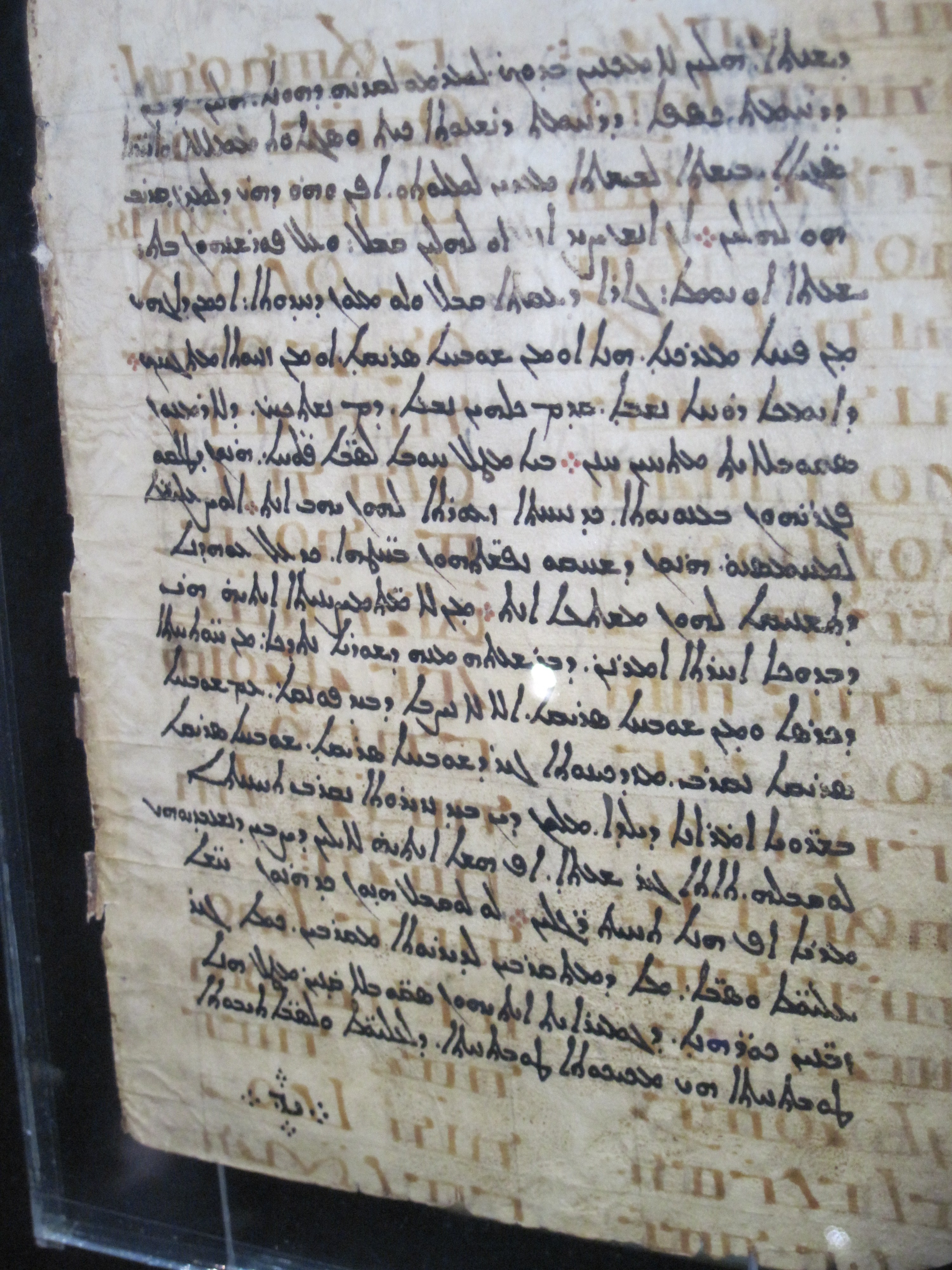
Sida av Codex Climaci Rescriptus, en palimpsest funnen i Katarinaklostret 1975.

Klostret hyser oerhört värdefulla tidiga handskrifter. Codex Sinaiticus, en av världens mest betydelsefulla bibelhandskrifter, kommer härifrån. 
2012 anades genom multispektral bildanalys av palimpsesten Codex Climaci Rescriptus bortskrapad text av astronomisk karaktär under den kristna. 2022 publicerades att texten identifierats som delar av den antike astronomen Hipparchus försvunna stjärnkatalog.
I klostret finns också en stor samling äldre ikoner som bevarats undan 700- och 800-talets bildstrider. Eftersom Sinaihalvön låg under muslimskt styre under bildstriden var klostrets ikoner skyddade från Östroms kejsares ikonoklasm.

## Klostret idag
Klostret har numera blivit ett uppskattat utflyktsmål för turister. Det har dock som en kristen institution under trycket av islamiska terrorrörelser på norra delen av Sinaihalvön blivit mer utsatt. Egyptiska myndigheter beslöt under hösten 2015 att klostret av säkerhetsskäl skulle stängas för besökare.